# Liste der Naturdenkmäler im Landkreis München
Die Liste der Naturdenkmäler im Landkreis München nennt die Naturdenkmäler in den Städten und Gemeinden im Landkreis München in Bayern. Im Dezember 2018 gab es im Landkreis München 20 Naturdenkmäler. Darunter waren 4 flächenhafte Naturdenkmäler mit einer Gesamtfläche von 15,34 ha. Die meisten Naturdenkmäler sind alte oder seltene Großbäume oder Baumgruppen. Nach Art. 51 Abs. 1 Nr. 4 BayNatschG ist das Landratsamt des Landkreises München für den Erlass von Rechtsverordnungen über Naturdenkmäler (§ 28 BNatSchG) zuständig.

## Bäume und Baumgruppen
| Bezeichnung                                                                                             | Gemeinde              | Lage | Gemarkung Flur-Nr.                                                                | Schutzgrund / Anmerkung                                                | Bild           |
| --- | --------------------- | --- | --------------------------------------------------------------------------------- | ---------------------------------------------------------------------- | -------------- |
| Eine Winterlinde Tilia cordata                                                                          | Aying                 | an der Staatsstraße St 2081 nördlich von Aying (47° 58′ 39″ N, 11° 46′ 48″ O)                                                                | Gemarkung Peiß, Fl.Nr. 944                                                        | [ 2 ]                                                                  | weitere Bilder |
| Vier Eichen                                                                                             | Aying                 | in Dürrnhaar westlich der Höhenkirchener Straße (47° 59′ 41″ N, 11° 43′ 59″ O)                                                               | Gemarkung Peiß, Fl.Nr. 1817, 1817/4, 1819                                         |                                                                        |                |
| Zwei Sommerlinden Tilia platyphyllos                                                                    | Brunnthal             | Kirchstockach, neben St. Georg (48° 1′ 46″ N, 11° 40′ 33″ O)                                                                                 | Gemarkung Brunnthal, Fl.Nr. 910                                                   |                                                                        | weitere Bilder |
| Drei Eichen und eine Hainbuche Carpinus betulus                                                         | Gräfelfing            | Lochham, Lochhamer Straße/Radlbäckplatz (48° 7′ 34″ N, 11° 26′ 17″ O)                                                                        | Gemarkung Gräfelfing, Fl.Nr. 661/4                                                |                                                                        | weitere Bilder |
| Drei Winterlinden Tilia cordata                                                                         | Gräfelfing            | Lochham, Asamplatz (48° 7′ 55″ N, 11° 25′ 43″ O)                                                                                             | Gemarkung Gräfelfing, Fl.Nr. 1045/2                                               |                                                                        | weitere Bilder |
| Eine Esche Fraxinus excelsior                                                                           | Gräfelfing            | Gräfelfing, an der Einmündung der Wendelsteinstraße in die Stefanusstraße, Nähe Würmufer (48° 6′ 52″ N, 11° 26′ 3″ O)                        | Gemarkung Gräfelfing, Fl.Nr. 55                                                   |                                                                        | weitere Bilder |
| Acht Stieleichen Quercus robur, eine Sommerlinde Tilia platyphyllos und eine Hainbuche Carpinus betulus | Gräfelfing            | Lochham, Rudolf-von-Hirsch-Platz (48° 8′ 6″ N, 11° 25′ 36″ O)                                                                                | Gemarkung Gräfelfing, Fl.Nr. 1053                                                 |                                                                        | weitere Bilder |
| Eine Blutbuche Fagus sylvatica f. purpurea                                                              | Grünwald              | Luitpoldweg (48° 2′ 28″ N, 11° 31′ 23″ O) | Gemarkung Grünwald, Fl.Nr. 497                                                    |                                                                        | weitere Bilder |
| Eine Sommerlinde Tilia platyphyllos                                                                     | Grünwald              | Marktplatz (48° 2′ 23″ N, 11° 31′ 21″ O) | Gemarkung Grünwald, Fl.Nr. 1/2                                                    | Baudenkmal; Verfassungslinde                                           | weitere Bilder |
| Eine Winterlinde, Tilia cordata                                                                         | Grünwald              | Auf der Eierwiese, bei der Nepomukkapelle (48° 2′ 15″ N, 11° 31′ 9″ O)                                                                       | Gemarkung Grünwald, Fl.Nr. 189                                                    | [ 3 ]                                                                  | weitere Bilder |
| Eine Eiche                                                                                              | Oberhaching           | Bergstraße 7a (48° 1′ 10″ N, 11° 35′ 38″ O)                                                                                                  | Gemarkung Oberhaching, Fl.Nr. 1680/1                                              |                                                                        | weitere Bilder |
| Zwei Eichen                                                                                             | Oberhaching           | Vorderes Gleißental 4 (48° 1′ 12″ N, 11° 35′ 38″ O)                                                                                          | Gemarkung Oberhaching, Fl.Nr. 1679                                                |                                                                        |                |
| Elf Eichen                                                                                              | Oberhaching           | Kirchweg (48° 1′ 18″ N, 11° 35′ 43″ O) | Gemarkung Oberhaching, Fl.Nr. 1686 und 1686/7                                     |                                                                        | weitere Bilder |
| Zwei Eichen                                                                                             | Oberhaching           | Laufzorn, nördlich des Gutshofs, am Laufzorner Geräumt zwischen Laufzorner Straße und Waldrand (etwa bei 48° 1′ 3″ N, 11° 33′ 15″ O)         | Gemarkung Oberhaching, Fl.Nr. 2538                                                | Fl.Nr. 2538 laut Website des LRA, (früher?) Fl.Nr. 654 laut Verordnung | BW             |
| Eine Winterlinde Tilia cordata                                                                          | Oberhaching           | Laufzorn, an der östlichen Einfahrt des Gutshofs (etwa bei 48° 0′ 56″ N, 11° 33′ 18″ O)                                                      | Gemarkung Oberhaching, Fl.Nr. 2514                                                | Fl.Nr. 2514 laut Website des LRA, (früher?) Fl.Nr. 636 laut Verordnung | BW             |
| Eine Sommerlinde Tilia platyphyllos                                                                     | Sauerlach             | Tegernseer Landstraße 1 (47° 58′ 16″ N, 11° 39′ 15″ O)                                                                                       | Gemarkung Sauerlach, Fl.Nr. 7                                                     | siebenstämmig                                                          | weitere Bilder |
| Eine Eiche                                                                                              | Straßlach-Dingharting | Straßlach, zwischen Schulstraße 7 und Kurzstraße 4 (48° 0′ 12″ N, 11° 30′ 44″ O)                                                             | Gemarkung Straßlach, Fl.Nr. 24, 25                                                | [ 9 ]                                                                  | BW             |
| Eine Stieleiche Quercus robur                                                                           | Taufkirchen           | Münchner Straße zwischen Taufkirchen und Unterhaching, bei der Mündung des Entenbachs in den Hachinger Bach (etwa 48° 3′ 7″ N, 11° 37′ 6″ O) | Gemarkung Taufkirchen, auf der Grundstücksgrenze zwischen den Fl.Nrn. 565 und 566 | [ 10 ]                                                                 | weitere Bilder |

## Flächenhafte Naturdenkmäler
| Bezeichnung                     | Gemeinde   | Lage                                                                                     | Gemarkung  | Schutzgrund / Anmerkung / Schutzgebietsausweisung / Fläche | Bild           |
| ------------------------------- | ---------- | ---------------------------------------------------------------------------------------- | ---------- | --- | -------------- |
| Perlacher Hang (ND-00725)       | Grünwald   | westlich der Perlacher Straße (48° 2′ 42″ N, 11° 31′ 56″ O)                              | Grünwald   | Schutzgebietsausweisung: 26. Juli 1982; 3,26 Hektar Entstanden während der letzten Eiszeiten, bildet der Steilhang einen der ältesten Teile des Ursprungstals der Isar. Lebensraumtypen: Halbtrockenrasen, artenreiches Extensivgrünland, magere Altgrasbestände, Gebüsche, Eichen-Hainbuchenwald.                                                                               | weitere Bilder |
| Eichenwald „Altlauf“ (ND-00736) | Hohenbrunn | ca. 1,2 Kilometer südöstlich vom Ortszentrum von Hohenbrunn (48° 2′ 35″ N, 11° 43′ 1″ O) | Hohenbrunn | Schutzgebietsausweisung: 12. Juli 1982; 3,6 Hektar Der „Altlauf“ ist einer der wenigen erhalten gebliebenen naturnahen Eichen-Hainbuchen-Wälder im östlichen Landkreis München. Er ist reich an stehendem und liegendem Totholz. | weitere Bilder |
| Bergermoor (ND-00714)           | Aying      | Südlich der Straße von Peiß nach Kaltenbrunn (47° 57′ 40″ N, 11° 47′ 39″ O)              | Helfendorf | Schutzgebietsausweisung: 21. Dezember 1979; 3,5 Hektar Entstanden aus einem Toteiskessel ist das Berger Moor ein typisches Senkenversumpfungsmoor, auf dem ein mehr als 5,5 Meter mächtiges Hochmoor aufgewachsen ist. Lebensraumtypen: Übergangsmoor, feuchte und trockene Hochmoor-Zwergstrauchheide, Torfstich-Pioniervegetation mit Schwingrasenbildungen, Kiefern-Moorwald. | weitere Bilder |
| Bergergrube (ND-00716)          | Ismaning   | Westlich der B 301, an der nördlichen Landkreisgrenze (48° 16′ 31″ N, 11° 42′ 26″ O)     | Ismaning   | Schutzgebietsausweisung: 25. August 1982; 5,0 Hektar Seit Aufgabe des Kiesabbaus entwickelte sich in der aufgelassenen Abbaustelle ein wertvoller, kleinteilig strukturierter Biotopkomplex. Lebensraumtypen: Tümpel mit Unterwasser- und Schwimmblattvegetation, Initialvegetation nass, Verlandungsröhricht, Feuchtgebüsch.                                                    | BW             |